# Umweltdachverband
Der Umweltdachverband (UWD) mit Sitz in Wien ist die Dachorganisation für 35 Umwelt- und Naturschutzorganisationen bzw. Alpine Vereine aus Österreich mit rund 1,4 Millionen Mitgliedern.

## Geschichte
1973 wurde die Österreichische Gesellschaft für Natur- und Umweltschutz (ÖGNU) gegründet. Bei der konstituierenden Sitzung am 27. März gründeten die Naturfreunde, der Alpenverein, der Touristenklub, der Naturschutzbund und die Bergwacht die ÖGNU, um die zur damaligen Zeit aufkeimenden Ökologiegedanken in Österreich zu unterstützen.
Erster Präsident war Herbert Moritz (März 1973 bis Dezember 1984), ihm folgten Herbert Salcher (Dezember 1984 bis Juni 1986) und Alfred Stingl (Juni 1986 bis Juni 1993). Von Juni 1993 bis November 2014 war Gerhard Heilingbrunner, seitdem ist Franz Maier ehrenamtlicher Präsident des Umweltdachverbandes.
Als Geschäftsführer fungierten Helfried Ortner (Juni 1973 bis Dezember 1974), Erhard Zach (Jänner 1975 bis Mai 1978), Franz Hiess (bis November 1978), Heinz Kaupa (November 1978 bis Juni 1983), Walter Scharf (Juni 1983 bis September 1992), Willi Linder (Jänner 1993 bis August 1993), Bernadette Damböck (September 1993 bis August 1994), Franz Maier (September 1994 bis Juli 2008), Michael Proschek-Hauptmann (August 2008 bis März 2017) sowie Gerald Pfiffinger seit März 2017.

## Funktion
Im Zentrum der Arbeit stehen der nachhaltige Schutz der Lebensressource Wasser, der Einsatz für Klimaschutz und erneuerbare Energien, das Engagement für heimische Schutzgebiete und die Erhaltung der Vielfalt an Genen, Arten und Ökosystemen sowie die Weiterentwicklung der österreichischen Nachhaltigkeitsstrategie.
Zu seinen Aufgaben zählen unter anderen Projekt- und Öffentlichkeitsarbeit, Verbandsmanagement sowie Lobbying.
Wesentlich für die Funktion des Umweltdachverbands sind eingegliederte Bereiche, die speziellen Interessensgruppen dienen. CIPRA Österreich (Commission International pour la protection des Alpes) koordiniert die internationalen Aktivitäten für eine nachhaltige Entwicklung des Alpenraumes. Das EU-Umweltbüro ist die Informationsdrehscheibe zwischen der EU und österreichischen Umweltorganisationen. Das FORUM Umweltbildung entwickelt und fördert ökologische Bildungsprojekte in Österreich für Schulen, Vereine und Umweltbildung.
Durch den EU-Beitritt Österreichs wird die internationale Zusammenarbeit auf dem
Umweltschutzsektor wichtiger. Daher ist der Umweltdachverband u. a. Mitglied bei:
- der World Conservation Union (IUCN)
- dem World Council for Renewable Energy (WCRE)
- der Föderation der Natur- & Nationalparke Europas (EUROPARC)
- dem Europäischen Umweltbüro (EEB)
- der Österreichischen UNESCO-Kommission
- der Plattform Green Budget Europe
- der International Union of Air Pollution Prevention and Environmental Protection Associations (IUAPPA)
- dem Verein zum Schutz der Bergwelt e. V.

Dem Umweltdachverband gehören auf der anderen Seite einige der größten Umweltverbände des Landes nicht an. Seit 1993 koordinieren die österreichischen Organisationen von Greenpeace, WWF, Friends of the Earth (GLOBAL 2000) und weitere Verbände und Initiativen ihre Aktivitäten über das ÖKOBÜRO innerhalb der Initiative Zivilgesellschaft.

## Inhaltliche Schwerpunkte

### Wasser und Gewässerschutz
Die Arbeit des Umweltdachverbandes im Bereich Wasser konzentriert sich vorwiegend auf die Umsetzung der Richtlinie 2000/60/EG (Wasserrahmenrichtlinie), der Hochwasserrichtlinie und aller damit in Verbindung stehenden Prozesse. Der UWD tritt u. a. für einen EU-richtlinienkonformen Gewässerschutz, eine österreichweit strategische Wasserkraft-Planung und die Einführung einer Wasserbepreisung als Ressourcenabgabe z. B. in Form einer Wasserkraftnutzungsabgabe ein.

### Energie und Klima
Im Bereich Energie erarbeitete der UWD ein umfangreiches Positionspapier, das bestimmte Maßnahmen zum Entgegenwirken des Klimawandels vorsieht. Konkret wird in der EU eine Reduktion der Treibhausgasemission um 40 % bis 2020 sowie eine naturverträgliche Energiewende bis 2050 gefordert. Neben dem Umsteuern zu einer echten Energiewende setzt sich der UWD für eine naturverträgliche Nutzung erneuerbarer Energieträger, konsequentes Energiesparen, mehr Energieeffizienz sowie eine Ökologisierung des Steuersystems und die Abschaffung umweltschädlicher Subventionen ein.

### Ländliche Entwicklung
Der Verband beschäftigt sich mit der Aufgabe, das EU-Programm zur Entwicklung des Ländlichen Raumes in der kleinstrukturierten Kulturlandschaft Österreichs durchzusetzen.  Ziele sind die Erreichung bestimmter Natur- und Umweltschutzstandards und werden in Österreich im Rahmen des Programms für Ländliche Entwicklung gefördert. Maßnahmen aus diesem Programm umfassen das Agrarumweltprogramm ÖPUL, Ausgleichszahlungen, Förderungen im Rahmen von Natura 2000 und forstwirtschaftliche Belange.

### Alpenschutz/Umsetzung der Alpenkonvention
Gemeinsam mit CIPRA Österreich arbeitet der UWD an der Einhaltung der Alpenkonvention zum Schutz des alpinen Raumes in Österreich. Die Alpenkonvention war zuletzt maßgeblich für die Einstellung des Projektes „Brückenschlag“ über die Kalkkögel bei Innsbruck verantwortlich.

### Naturschutz
Im Naturschutz bemüht sich der UWD um eine Ausweitung von Flächen, die als Schutzgebiete deklariert werden. Hierzu zählen die flächenmäßige Erweiterung der Nationalparks in Österreich sowie die Erweiterung des Netzes der Natur- und Biosphärenparks.  Intensives Engagement hinsichtlich der Umsetzung der Richtlinie 92/43/EWG (Fauna-Flora-Habitat-Richtlinie) und Vogelschutzrichtlinie der Europäischen Union zur Etablierung weiterer Natura 2000-Schutzgebiete in Österreich ist ein weiterer Aufgabenbereich des UWD. Einen besonderen Erfolg gab es in jüngster Zeit mit der Ausweisung der Isel als Natura 2000-Gebiet.

### Nachhaltigkeit
Nachhaltigkeit ist ein Prinzip zur Ressourcennutzung, das dem Gebot folgt, die wesentlichen Eigenschaften der Ressourcen zu bewahren, sowie Stabilität und Regeneration des hinter ihr stehenden Systems aufrechtzuerhalten. Der UWD sieht die Umsetzung von Corporate-Social-Responsibility-Programmen als Bestandteil der unternehmerischen Gesellschaftsverantwortung als wichtigen Eckpfeiler für mehr Ökologie, wenn Umwelt und Natur dabei eine zentrale Rolle spielen. Insbesondere setzt sich der UWD für eine einheitliche Definition und verbindliche Regeln für Unternehmen ein.

### Bildung für nachhaltige Entwicklung
Der Umweltdachverband engagiert sich in seinen Projekten stark im Bereich Bildung für nachhaltige Entwicklung. Das FORUM Umweltbildung – das Portal zur Umweltbildung in Österreich – entwickelt und verwirklicht als größter Bereich des UWD ökologische Bildungsprojekte für Schulen, Vereine und die Erwachsenenbildung und arbeitet an der Ökologisierung von Schulen.

## Mitglieder
Mitgliederliste (Stand Oktober 2023):
- Die Arbeitsgemeinschaft der Berg- und Naturwachten Österreichs (ABNÖ)
- Arche Austria – Verein zur Erhaltung seltener Nutztierrassen
- Die Austrian Biologist Association (ABA)
- Biene Österreich
- BirdLife Österreich – Gesellschaft für Vogelkunde
- Dachverband Jagd Österreich
- Forum Wissenschaft & Umwelt
- IG Windkraft
- Kinderfreunde
- Kuratorium Wald
- Land&Forst Betriebe Österreich
- Menschen für Solidarität, Ökologie und Lebensstil (SOL)
- Naturfreunde Österreich
  - Naturfreunde Jugend Österreich
- Naturschutzbund Österreich
- Ökosoziales Forum Österreich
- Österreichischer Alpenschutzverband (ÖASV)
- Österreichischer Alpenverein
  - Alpenvereinsjugend Österreich (ÖAV-Jugend)
- Österreichischer Biomasse-Verband
- Österreichischer Fischereiverband (ÖFV)
- Österreichischer Forstverein
- Österreichische Gesellschaft für Herpetologie (ÖGH)
- Österreichische Gesellschaft für Landschaftsplanung und Landschaftsarchitektur (ÖGLA)
- Österreichisches Institut für Baubiologie und -ökologie (IBO)
- Österreichische Naturschutzjugend
- Österreichischer Touristenklub (ÖTK)
  - Österreichische Touristenklub-Jugend (ÖTK-Jugend)
- Österreichische Wasserschutzwacht (ÖWSW)
- Photovoltaic Austria
- Umwelt-Management Austria
- Umweltspürnasen-Club
- Verband der Naturparke Österreichs (VNÖ)
- Verband der Arbeiter-Fischerei-Vereine Österreichs (VÖAFV)
- Verband Österreichischer Höhlenforschung (VÖH)

Ehemalige Mitglieder:
- Österreichische Landjugend
- Plattform innovative Gebäude©
- Österreichischer Arbeitsring für Lärmbekämpfung (ÖAL)